# M7 (együttes)

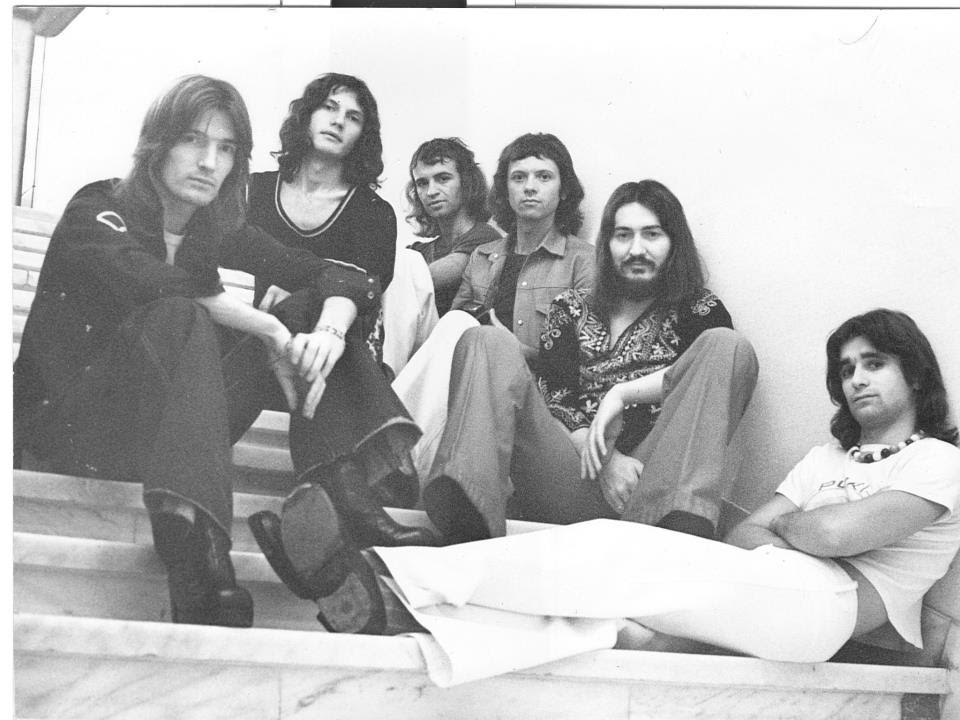
Az együttes tagjai 1973-ban

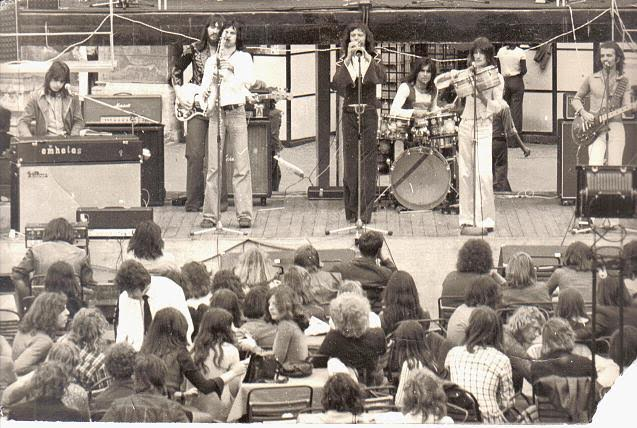
Az együttes tagjai 1972 körül

Az M7 együttes 1972-ben alakult a Gemini, a Metro és a Hungária együttesek kivált tagjaiból. Pop-rock zenét játszottak dob, basszus, gitár, billentyű és fúvósok felállással. Budapesti és vidéki ifjúsági parkokban, művelődési házakban léptek fel, szerepeltek TV-műsorokban és egyéb rendezvényeken.

## Az együttes
Kezdő csapata önálló zenészekből, más együttesek, formációk tagjaiból állt össze – Rusznák Iván a Geminiben, Tihanyi Gyula a Metróban, Kisfaludy András a Kexben, majd Kiss András a Hungáriában, Szalontai Ferenc a Theatrumban és Virágh László a Nap együttesben zenéltek, Kalmus József pedig a táncdalfesztiválon volt önálló előadó. Később csatlakozott az együtteshez Kováts Lajos billentyűs, Környei Attila basszusgitáros, Ölvedi Ferenc és Márkus Árpád. Több tagcsere is volt. 2014-ben felreppent a hír, hogy talán újra összeállnak.
Eleinte a fúvós hangzás, majd a pop-rock irányzat dominált. Az 1970-es években elsősorban könnyűzenei klubokat szerveztek országszerte nagyobb művelődési központokban – mint például a Láng és az Ikarus kultúrhelyiségeiben. Így mintegy négy évig működött a Csili Művelődési Központban is az "M7-es klub". Ezek mellett voltak országos és budapesti ifjúsági parkokban, fesztiválokon koncertjeik. 1977-ben részt vettek a Magyar Televízió Metronóm ’77 című könnyűzenei verseny elődöntőjén az Úgy kérj, hogy adjak még dalukkal. Az 1980-as években TV-játékokban, színházi zenékben és reklámfilmekben Rusznák Iván önállóan működött közre, stúdiózenekar formációban az együttes tagjait már csak alkalmanként, konkrét feladatokra hívta egybe. Legismertebb reklámdaluk a Hurka-nóta volt (Ez a Jóska, ez a Gyurka...) 1981-ből.
Első sikerüket az Ég és föld között című dalukkal érték el. 1975-ben A kenguru című film talán legismertebb betétdalát (Nincs arra szó) is ők játszották. Számos dalukkal feljutottak a 70-80-as évekbeli slágerlistákra, válogatás albumokra.
Az M7 együttes rendszeres fellépéseinek helyszínei voltak: 
- Ifjúsági Parkok: Budai, Csepeli, Lőrinci, Ikarus kert, Tatabányai, Dunaújvárosi, Kaposvári
- Egyetemi klubok: E-épület, Vár, KEK
- M7 klubok tagságival: Láng, Ikarus, Csili, KÉV-Metro, Citadella

## Tagok
Kisfaludy András, Rusznák Iván, Kalmus József és Tihanyi Gyula elhatározták, hogy alapítanak egy együttest, amibe bekerült még Virág László szaxofonos, Szalontai Ferenc trombitás. Voltak tagcserék: a doboknál Kisfaludyt Kiss, majd Ölvedi követte, a basszgitáros Tihanyit Környei, illetve volt bővítés is: billentyűsként Kováts Lajos került a csapatba.
- szólógitár, ének – Rusznák Iván[23][24]
- basszusgitár – Tihanyi Gyula (1972–1976),[25] Környei Attila
- dobok – Kisfaludy András (1972–1973),[1][26] Kiss András (1973–?),[23] Ölvedi Ferenc
- ének, szaxofon – Kalmus József[23][27]
- trombita, ének – Szalontai Ferenc[23]
- szaxofon – Virágh László[23]
- billentyű – Kováts Lajos
- "Joker" – Márkus Árpád

## Slágereik
- Nem fáj
- Szeretném látni arcodat
- Nagypapa zsebórája
- Latin dal
- Liza
- Ma este csak velem leszel...[forrás?]
- Álmomban én már láttam őt
- Ég és föld között
- Félig sem szerelem
- Frédi az autó
- Mert Minden Véget Ér
- Mindenki visszakapja egyszer
- Nem lehet boldogságot venni
- Nincs arra szó
- Oly rég óta
- Úgy kérj, hogy adjak még
- Valaki áttáncolt az életemen
- A Ha van egy fantasztikus ötlete kabarésorozat főcímdala - 1980.,
- a Disco-Disco című 1979-es szilveszteri műsor zenéje,[28] a német ZDF Televízió "Disco disco disco" című popzenei műsorának paródiája, magyar változata volt.
- Hol colt, hol nem colt című 1980-as tévéműsor zenéje.
- 1981-es reklámzenék: Hurka Gyurka, Skála, S-modell, Fabulon, Ez a divat és egyéb reklámok, zeneszerző itt, Rusznák Iván volt.
- Disco-iskola 1980. Paudits Béla, Ferenc Ölvedi, Temesvári András, Kristály Kriszta, Fekete Gyula közreműködésével.[29]

Sas István rendezte a reklámokat, többségében az M7 együttes játszotta, énekelte, Postásy Júliával, többször Liener Mártával is. A zenéket Rusznák Iván írta.